# Søren Hansen (politiker)
 Der er flere personer med dette navn, se Søren Hansen.
Søren Preben Hansen (født 20. marts 1942 i København) er en dansk sølvsmed og tidligere politiker.

## Uddannelse
Han er søn af journalist Erik Hansen og husmoder og frisør Tove Hansen, født Olsen, og gennemførte folkeskolen 1948-56, fagskole 1956-60 og blev udlært sølvsmed 1961 og gik desuden på Holly Royde College, Manchester University i 1963.

## Politisk karriere
Søren Hansen var sekretær i AOF i hovedstaden 1961-67 og i AOF's landsforbund 1967-68, organisationssekretær i Socialdemokratiet 1968-79, medlem af Socialdemokratiets forretningsudvalg 1968-72 og sekretær i Socialdemokratiets kulturudvalg 1968-86. Han var leder af A/S Karat Guld og Sølv 1980-85 og var kortvarigt direktør for forlaget Fremad 1984-85.
Hansen var partiets kandidat i Ringstedkredsen fra 1979 og i Slagelsekredsen fra 1985. Han var folketingsmedlem for Vestsjællands Amtskreds fra 23. oktober 1979 til 9. januar 1984. Han genindtrådte i Folketinget 5. februar 1985 efter Egon Jensens død og var medlem til 20. november 2001.
Han var Socialdemokratiets kulturpolitiske ordfører fra 1993, medlem af Nordisk Råds danske delegation fra 1990 og Nordisk Kulturfond fra 1993, formand fra 1998, medlem af den danske FN-delegation 1994 samt formand for Jernbanerådet fra 1995.

## Tillidshverv
Søren Hansen har haft en lang række tillidsposter, først i fagligt og politisk ungdomsarbejde 1956-61 og siden i de socialdemokratiske kulturinstitutioner. Han var medlem af AOF's bestyrelse 1968-80, næstformand fra 1976, formand for AOF i Norden 1975-79. Medlem af ARTEs bestyrelse fra 1971, formand fra 1978, medlem af Det Danske Teaters bestyrelse 1978 og af bestyrelsen for forlaget Fremad 1975-84, formand for Arbejdernes Kunstforening 1994-98, formand for Øster Borgerdiget Skole 1992-94 og medlem af Arbejdermuseets bestyrelse fra 1998.
Han var redaktør af AOF's tidsskrift Kulturfronten 1961-68, af Danmark - en Studiehåndbog (1968), af I stedet for klassesamfundet (1974), af Krag - som vi kendte ham (1978), af Stedserød (1980), og af Arbejdersangbogen (1987).
Han blev gift 29. maj 1999 med lærer Karin Højgaard (født 23. juli 1943 i Aarhus).